# Karl Plauth

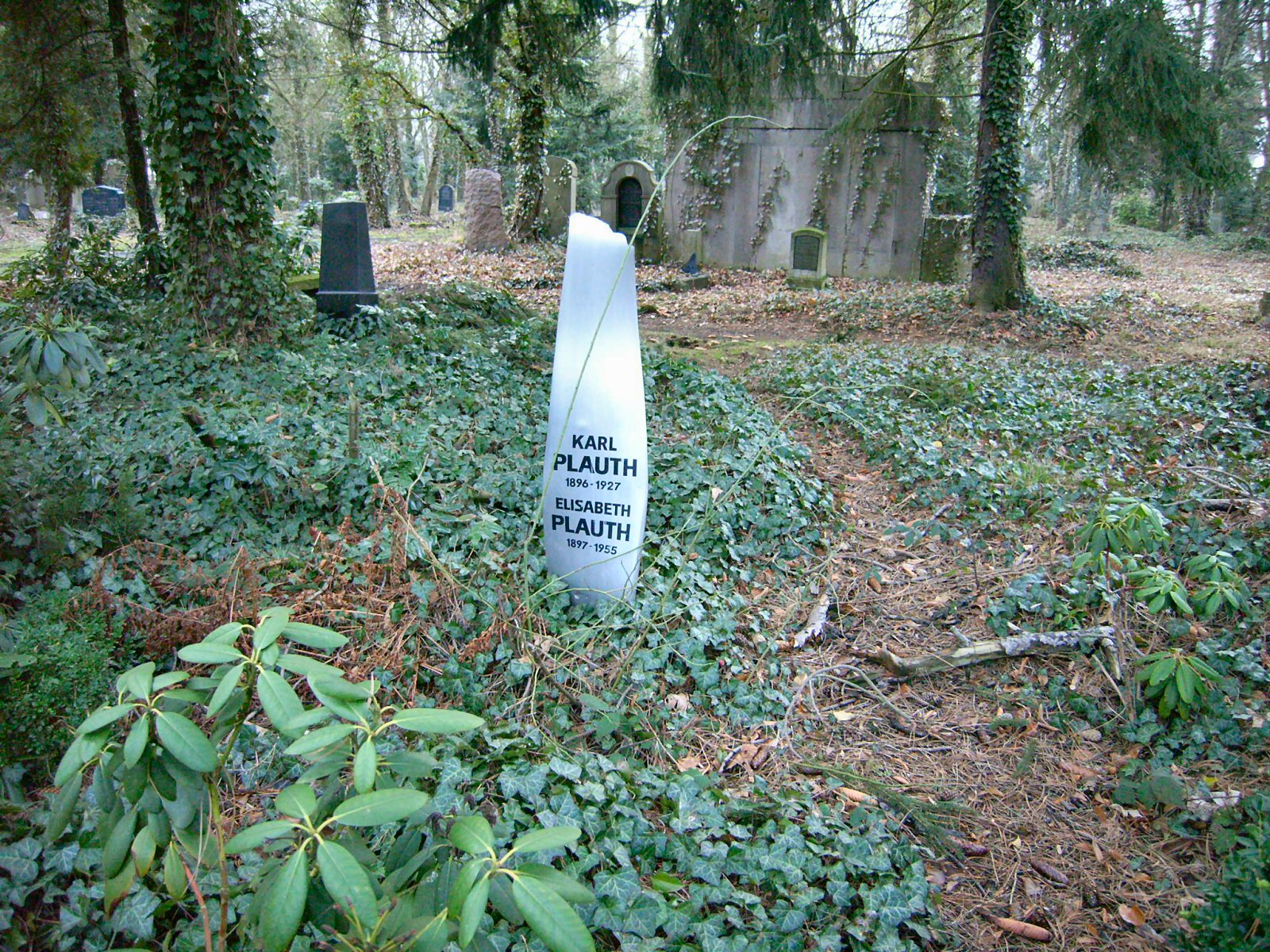
Sepultura de Karl e Elisabeth Plauth em Dessau

Karl Plauth (Kaiserslautern, 27 de agosto de 1896 – Dessau, 1 de novembro de 1927) foi um piloto alemão que combateu na Primeira Guerra Mundial. Abateu 17 aeronaves inimigas, o que fez dele um ás da aviação. Voou pela Jasta 20 com um Fokker D.VII, e depois de ser ferido em combate a 13 de julho de 1918, assumiu o comando da Jasta 51 a 29 de setembro do mesmo ano. Vários anos depois da guerra acabar, Plauth morreu quando testava um Junkers A 32.